# (3307) Athabasca
(3307) Athabasca (1981 DE1) – planetoida z grupy pasa głównego asteroid okrążająca Słońce w ciągu 3,4 lat w średniej odległości 2,26 j.a. Odkrył ją Schelte Bus 28 lutego 1981 roku.